# Nordex S.A.

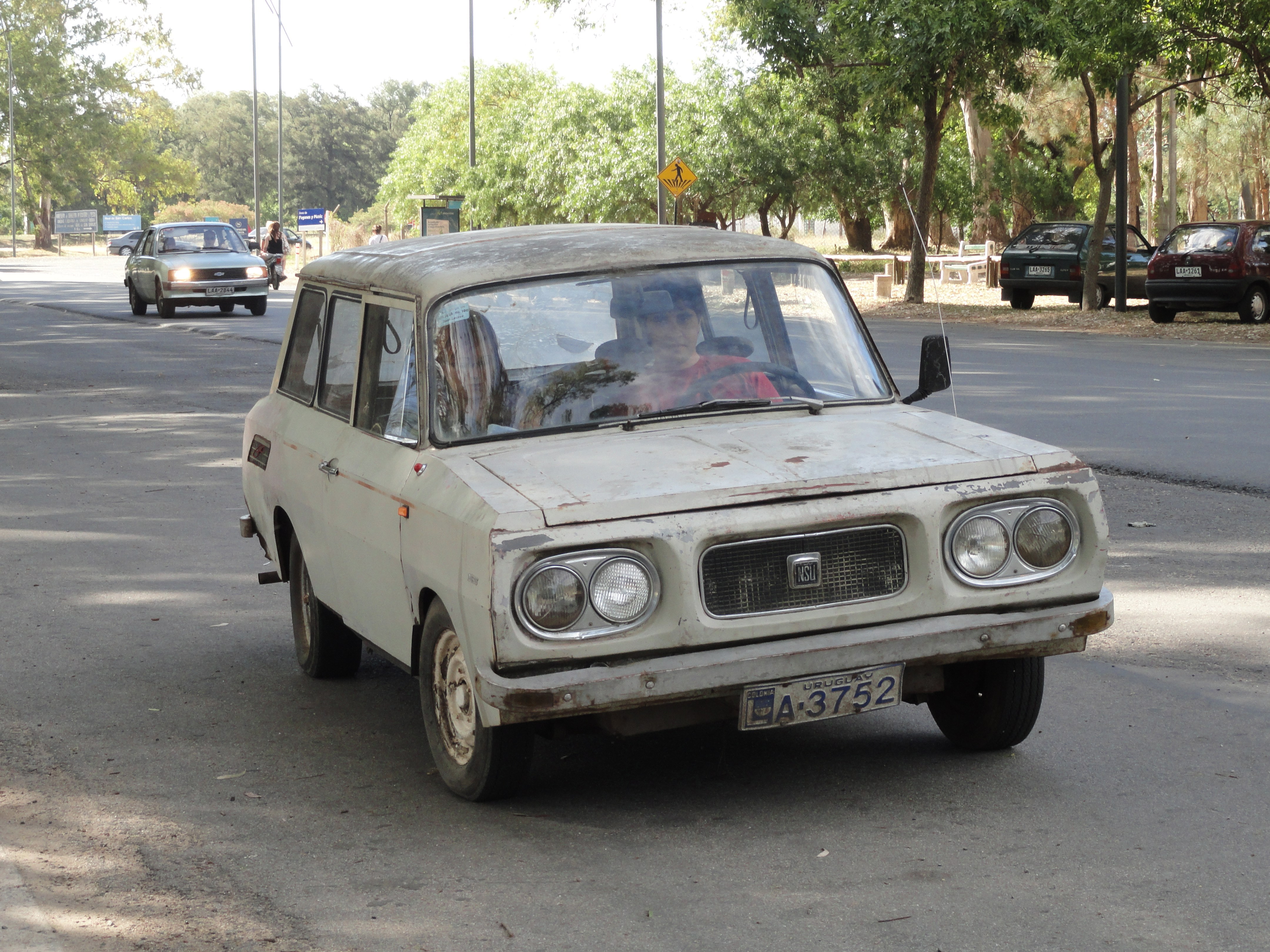
NSU P10

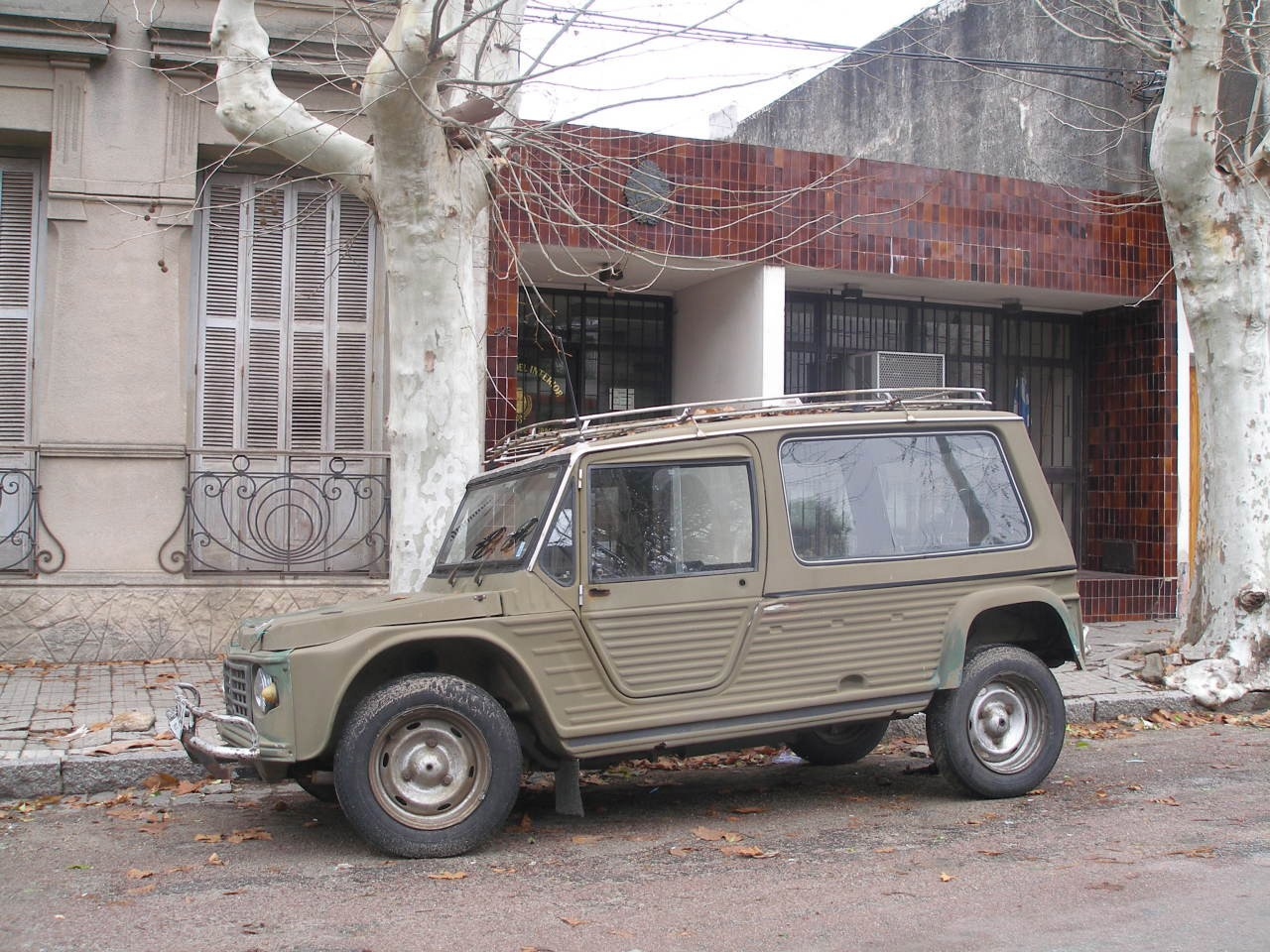
Citroën Méhari Ranger

Die Nordex S.A. ist ein uruguayischer Automobil- und Nutzfahrzeughersteller in Montevideo. Täglich werden zwischen 30 und 46 Fahrzeuge (Citroën Jumpy, Fiat Titano, Fiat Scudo, Ford Transit, Peugeot Expert, Peugeot Landtrek und Kia Bongo 4x4) produziert (Stand 2023). Absatzmärkte sind neben Uruguay noch Argentinien und Brasilien.

## Geschichte
Das Unternehmen wurde 1962 von Ernesto und Jorge Soler sowie Nelson Guelfi gegründet. Anfang der 80er Jahre ging die Produktion auch durch wirtschaftspolitische Umstände dramatisch zurück, eine Entwicklung, die erst Ende der 80er Jahre und Anfang der 90er Jahre aufgefangen werden konnte. In den Jahren 2001 und 2002 wurde die Produktion in Montevideo unterbrochen und aus steuerlichen Gründen in den brasilianischen Bundesstaat Paraná verlagert.
Der Personalbestand des Unternehmens schwankte mehrfach stark. Während im Jahr 2000 noch 360 Personen angestellt waren, zählte das Unternehmen 2007 nur noch 170 Mitarbeiter (bei einer Kapazitätsauslastung von 35 %). Dagegen waren 2012 unter der Leitung von Federico de Posadas 340 Mitarbeiter angestellt. Im Jahr 2011 entstanden 8.000 Lkw bei einer Produktionskapazität von 22.000 jährlich. Im September 2012 wurde über ein weiteres Projekt berichtet.
Der argentinische Geschäftsmann Manuel Antelo erwarb 2015 neben dem Renault-Importeur Santa Rosa Automotores auch eine 20%ige Beteiligung an Nordex. Im Frühjahr 2016 kam die Produktion bei Nordex aufgrund der schwachen Konjunktur in Brasilien zeitweise zum Erliegen. Erst im September 2016 nahm Kia wieder die Produktion bei Nordex auf, wofür rund 100 Arbeitnehmer eingestellt wurden.

## Fahrzeuge

### Renault
Renault war die erste Marke, die von Nordex montiert wurde. In den 1970er Jahren wurde von Nordex auch der Renault 12 hergestellt.
Da in den Nachbarländern Argentinien und Brasilien Kapazitätsprobleme bestanden, begann Nordex im Jahr 1999 (oder bereits 1996 bzw. 2000) mit der Produktion der Modelle Renault Express und Twingo. Eine andere Quelle nennt die Modelle Twingo, Kangoo und Clio II. Anders als die anderen südamerikanischen Versionen hatte das uruguayische Modell einen 1-l-Motor. Die ursprünglich bis 2007 (oder 2006) geplante Produktion wurde aufgrund der geänderten wirtschaftliche Lage 2002 gestoppt.
Es werden auch Lieferwagen und Lastwagen der Marke Renault hergestellt.

### NSU
Bereits seit der Gründung arbeitete Nordex auch mit NSU zusammen.
in Zusammenarbeit mit den NSU Motorenwerken stellte das Unternehmen zwischen 1967 und 1970 den NSU P6 und von 1970 bis 1971 den NSU P10 her. Beides waren Personenkraftwagen auf NSU-Basis mit einer eigenständigen Karosserie.

### Citroën
Ab 1965 produzierte Nordex eigene Kastenwagen- und Pick-up-Versionen des Citroën 2CV. Während die Türen und der hintere Aufbau (beim Kastenwagen auch das Dach) aus Stahlblech gefertigt waren, wurden Kotflügel und Motorhaube von Dasur (Danrée, Soler & Bonet) gefertigt und bestanden aus glasfaserverstärktem Kunststoff. Der Rahmen wurde – anders als beim Original – auf einer Blechbiegemaschine gefertigt. Eine andere Quelle nennt den Produktionsbeginn 1966 für das Modell „3CV“ sowie das Modell Ami 8 in den 1970er Jahren.
Der Citroën Méhari wurde zwischen 1970 und 1982 in einem uruguayischen Montagewerk produziert, wobei in dieser Quelle nicht angegeben ist, ob es Nordex war. Eine andere Quelle gibt an, dass in einer Gemeinschaftsarbeit Dasur die Karosserie aus Fiberglas herstellte und Nordex das Fahrgestell, während Quintanar die Fahrzeuge vertrieb. Hiervon entstanden etwa 14.000 Fahrzeuge, von denen 9.000 nach Argentinien exportiert wurden und der Rest im Inland blieb. Ein Zweizylinder-Boxermotor mit 74 mm Bohrung, 70 mm Hub, 602 cm³ Hubraum und 35 PS Leistung trieb die Vorderräder an. Das Leergewicht war mit 590 kg angegeben.
Eine nationale Besonderheit stellte der Méhari Ranger dar. Mit einem festen Aufbau wurde der Méhari zu einem Kombi mit großen Glasflächen. Auffallend waren auch die Seitenscheiben zwischen A-Säule und Tür. Die hinteren Radausschnitte wichen ebenfalls vom Original ab. Dieses Fahrzeug wog 700 kg.
Ab 1978 wurde von Nordex der Citroen AK 400 aus argentinischen und belgischen Teilen für den argentinischen Markt gefertigt.
Ein weiteres produziertes Modell war der Citroën BX, der seit 1992 nach Brasilien exportiert wurde. Für Nordex ist noch 1995 die Produktion des Citroën ZX nachgewiesen. In Uruguay wurden noch bis 2002 Citroën-Pkw gefertigt, wobei unklar ist, ob dies auch bei Nordex oder nur bei Sevel Uruguay bzw. Oferol geschah.
Seit 2017 werden bei Nordex Citroën Jumpy / Peugeot Expert hergestellt.

### Peugeot
Zur gleichen Zeit wie der 2CV wurde eine Pick-up-Version des Peugeot 403 gefertigt, die mit Benzin- oder Dieselmotor (von Indenor) sowie optional als Doppelkabine erhältlich war. Bei diesem Modell waren die hinteren Kotflügel und die Motorhaube aus glasfaserverstärktem Kunststoff (ebenfalls von Dasur), während die Blechteile überwiegend in Handarbeit hergestellt wurden.
In den 70er und Anfange der 80er Jahre wurden von Nordex auch die Modelle 504 und 505 produziert.
In den 90er Jahren stellte Nordex zudem die Modelle 205 und 306 her. Der 205 wurde primär nach Brasilien exportiert.

### Aeolus
Durch im Jahr 1999 geknüpfte Kontakte zur Dongfeng Motor Corporation produziert Nordex seit 2000 – mit Unterbrechung in den Jahren 2001 und 2002 – mittelgroße Lastwagen der Marke Aeolus. Laut anderen Quellen begann diese Produktion erst 2005 oder später.

### Mahindra
Seit 2002 bestehen Verbindungen zu Mahindra. Im Juli 2004 begann die Produktion von Mahindra-Geländewagen. Der Mahindra Bolero wurde als Cimarron vermarktet. Dies war ein fünfsitziger Pick-up mit Doppelkabine. Er war mit Zweirad- und Allradantrieb erhältlich. Ein Dieselmotor mit 2500 cm³ Hubraum und 76 PS Leistung trieb die Fahrzeuge an.

### Geely
Im Oktober 2012 wurde bekannt, dass ab Jahresende 2012 in dem Werk auch Pkw von Geely montiert werden sollten. Ein im Oktober 2013 gemeinsam mit Geely eröffnetes Werk sollte eine Produktionskapazität von 50.000 Fahrzeugen haben. Diese Montagetätigkeit endete 2016.

### Kia
Bereits seit 2010 stellt Nordex Nutzfahrzeuge der Marke Kia her. Eine Produktion des Kia Bongo wurde nach dem zeitweiligen Stillstand der Produktion 2016 wieder aufgenommen.

### PSA
Im Jahr 2017 wurde die Produktion des Peugeot Expert und des Citroën Jumpy aufgenommen. Geplant ist zunächst eine Jahresproduktion von 6000 Stück, von denen der größte Teil nach Argentinien und Brasilien exportiert werden soll.

### Ford
Der US-Konzern Ford hat Ende 2021 ein Montagewerk bei Nordex in Uruguay eingeweiht. Es sollen jährlich rund 50.000 Nutzfahrzeuge für den gesamten lateinamerikanischen Markt produziert werden.